# Tekeoğulları
Le beylicat de Teke est une des principautés turkmènes qui se sont installées en Anatolie après la chute des Seldjoukides du sultanat de Roum à l'époque des beylicats. La dynastie est appelée les Tekeoğulları et s’est installée dans la région d’Antalya (Adalya) et de Korkuteli, actuelle péninsule de Téké, sur la côte méditerranéenne en 1321. Le beylicat subit une éclipse au moment de la première l’expansion ottomane en 1391. Il est restauré en 1402 et définitivement annexé à l’empire ottoman en 1423 par Murad II.

## Histoire

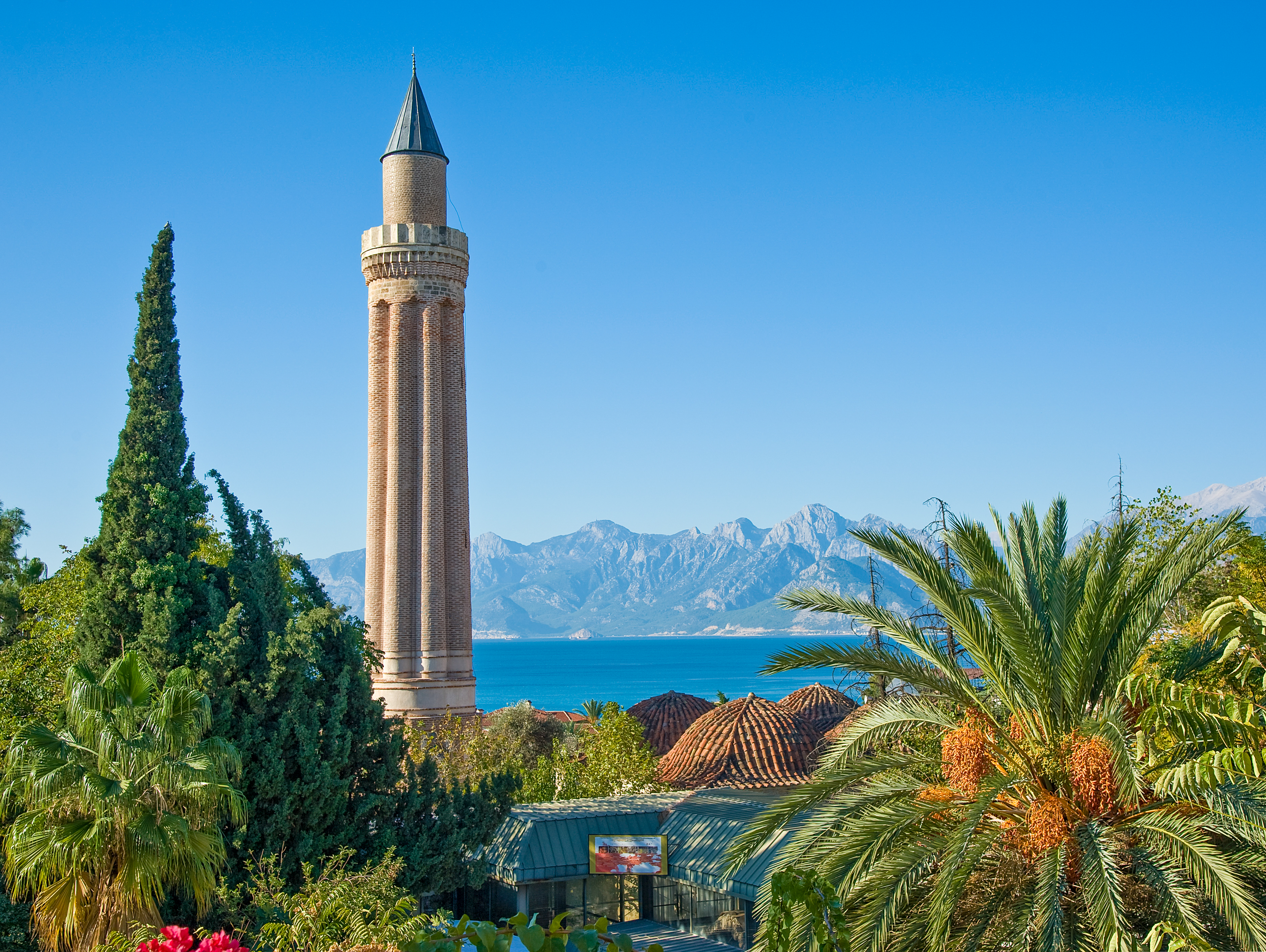
Le minaret de la mosquée Yivli à Antalya, construite par les beys de Tekke aux environs de 1375

L'origine des Tekeoğulları est obscure. Il est possible qu'ils aient un lien avec les Turmènes Teke comme pour les Dulkadirides.
Deux frères 
s'établissent dans le sud-ouest de l’Anatolie. Leur grand-père se nomme Hamid et est l'éponyme des deux familles. Le premier, Dundar, s’établit en Pisidie à l’intérieur des terres à Eğirdir sur la route commerciale allant de la mer Noire à la Méditerranée. Il crée la dynastie des Hamidides (Hamidoğulları) à proprement parler. Le second, Yunus s’installe sur la côte méditerranéenne en Lydie et Pamphylie à Antalya. La région est appelée Teke-eli. Leur père aurait régné sur Antalya sous la suzeraineté des Seldjoukides.
On ne sait presque rien du règne de Yunus. Pendant son règne l’Anatolie est sous l’autorité de Timurtaş nommé vice roi de l’Anatolie en 1319. Timurtaş est le fils cadet de Chupan qui est le représentant du dernier grand Ilkhan de Perse Abu Saïd Bahadur. En 1321, Timurtaş tente de prendre son indépendance contre les Ilkhans et fait alliance avec les Mamelouks d’Égypte. Chupan obtient d’Abu Saïd le pardon et le maintien de son fils dans ses fonctions de gouverneur de l’Anatolie. En 1324, Timurtaş soumet les deux principautés des Hamidides et des Teke et donne Antalya à Mahmud, un fils de Yunus. En 1327, Chupan, tombé en disgrâce, est tué par l’Ilkhan. Timurtaş va se réfugier en Égypte chez les Mamelouks qui, pour ne pas déplaire à Abu Saïd, le font périr. La chute de Chupan et la disparition de Timurtaş suivie de la mort Abu Saïd huit ans après, laisse l’Anatolie sans maître et libère les émirs turcs locaux.
Lorsque Ibn Battûta passe à Antalya (Anthâlïah dans le texte) en 1333, c’est Hizir (Khidhr), le deuxième fils de Yunus, qui règne sur la Teke-eli. Le lendemain de son arrivée en ville, Ibn Battûta rencontre le souverain :

« C’est Khidhr bec, fils de Yoûnis bec. Nous le trouvâmes malade, lors de notre arrivée dans cette ville : nous le visitâmes dans son palais, et il était alité. Il nous parla dans les termes les plus affables et les plus bienveillants ; nous lui fîmes nos adieux et il nous envoya des présents. »

— Ibn Battûta, Op. cit., vol. II (lire en ligne), « Du Sultan d’Anthâlïah », p. 116.
La ville impressionne Ibn Battûta qui la décrit assez longuement :

« C’est une des plus belles villes du monde : elle est extrêmement vaste, c’est la plus jolie cité que l’on puisse voir, et la mieux construite. Chaque classe de ses habitants est entièrement séparée des autres. Les marchands chrétiens y demeurent dans un endroit appelé almînâ. Leur quartier est entouré d’un mur, dont les portes sont fermées extérieurement pendant la nuit et durant la prière du vendredi. Les Grecs, anciens habitants d’Anthâlïah, demeurent dans un autre endroit ; ils y sont également séparés des autres corps de nation et entourés d’un mur. Les Juifs habitent aussi un quartier séparé et ceint d’une muraille. Le roi, les gens de sa cour et ses esclaves habitent une ville entourée d’un mur qui la sépare des quartiers susmentionnés.

Toute la population musulmane demeure dans la ville proprement dite, où se trouve une mosquée principale, un collège, des bains nombreux et des marchés considérables, disposés dans l’ordre le plus merveilleux. Cette ville est entourée d’un grand mur, qui renferme aussi toutes les constructions que nous avons énumérées. »

— Ibn Battûta, Op. cit., vol. II (lire en ligne), « Du Sultan D’Alâïa », p. 113.
En 1372, Mübârizüddin  Mehmed le fils de Mahmud succède à son oncle Hizir.
Après 1378, Osman Çelebi, fils de Mübârizüddin Mehmed succède à son père.
En 1391, le sultan ottoman Bayezid Ier Yıldırım conquiert le beylicat et l’annexe à son empire. Osman Çelebi est démis de ses fonctions. La défaite de Bayezid contre Tamerlan à la bataille d'Ankara en 1402, et l’affaiblissement consécutif des Ottomans vont permettre la reconstitution du beylicat de Teke sous la protection de Tamerlan auquel il fait allégeance. Deux ans plus tard Osman Çelebi, organise une alliance avec plusieurs autres beylicats voisins. Il parvient à s’emparer de presque toute la province sauf de la ville d’Antakya elle-même.
En 1421, le nouveau sultan ottoman Murad II doit combattre contre son oncle, Mustafa Çelebi surnommé Düzmece. Ce dernier avait déjà tenté de détrôner son frère Mehmed Ier mais avait dû se réfugier auprès des empereurs de Byzance. L’empereur avait apporté son aide à Mehmed Ier en gardant Mustafa prisonnier à Constantinople. Cette fois l’empereur encourage Mustafa à engager une guerre civile contre son neveu. En 1423, Nâsıreddin Mehmed II fait le siège d’Antalya à l'instigation d'Osman Çelebi. Nâsıreddin Mehmed II est tué pendant ce siège ainsi. Osman Çelebi est tué par des ottomans pendant une attaque nocturne de sa résidence à Korkuteli. Le beylicat de Teke est définitivement annexé à l’empire ottoman.

## La dynastie

Carte des beylicats d’Anatolie formés après la Bataille de Köse Dağ (26 juin 1243)

| 1321- ?   | Yûnus                                  | Yunus                                  | Ilyâs / Teke ?                         |                                        |
| ? -1327   | Mahmûd                                 | Mahmud                                 | Yunus                                  |                                        |
| 1327-1372 | Sinân al-Dîn Khidr                     | Sinânüddin Hızır                       | Yunus                                  |                                        |
| 1372-?    | Mubâriz al-Dîn Muhammad                | Mübârizüddin Mehmed                    | Mahmud                                 |                                        |
| ? -1391   | `Uthmân Chelebi                        | Osman Çelebi                           | Mehmed                                 | Premier règne.                         |
| 1391-1402 | Annexion à l’empire ottoman            | Annexion à l’empire ottoman            | Annexion à l’empire ottoman            | Annexion à l’empire ottoman            |
| 1402-1423 | `Uthmân Chelebi                        | Osman Çelebi                           | Mehmed                                 | Restauration et deuxième règne.        |
| 1423      | Annexion définitive à l’empire ottoman | Annexion définitive à l’empire ottoman | Annexion définitive à l’empire ottoman | Annexion définitive à l’empire ottoman |